# Dahomejské Amazonky

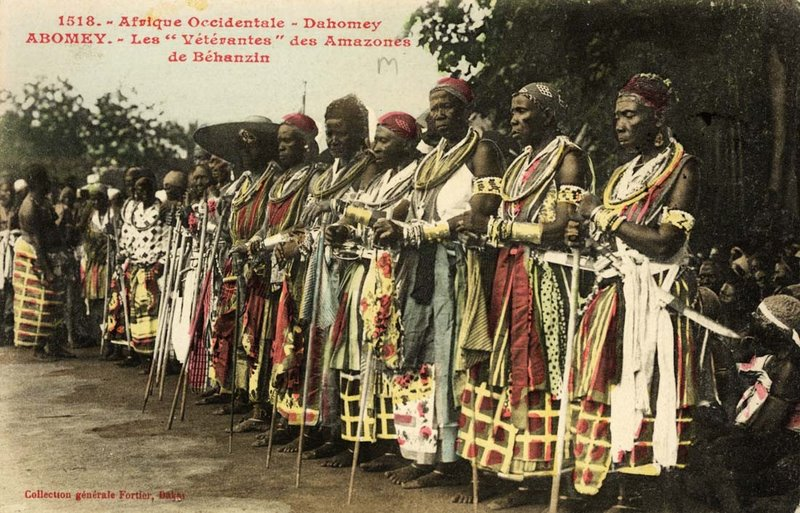
Veteránky ženských bojových oddílů Mino na setkání v Abomey v roce 1908

Mino nebo Minon (v překladu „naše matky“), nazývající se též ahosi, tj. „královy manželky“, v dílech evropských autorů popisované jako dahomejské Amazonky, byly ženy-bojovnice ze západoafrického národa Fonů. Ženské vojenské oddíly, v 19. století tvořící zhruba třetinu celé dahomejské armády, existovaly v Dahomejském království (pozdější francouzská kolonie Dahomey, od roku 1975 Beninská republika) od druhé poloviny 17. století až do počátku  20. století.

## Historie
Traduje se, že první jednotky žen-bojovnic vznikly za panování v pořadí třetího dahomejského krále Houégbadji (vládl v letech 1645–1685) a jeho dcery královny Hangbe  (1708–1711). Tyto první „dahomejské Amazonky“ byly především lovkyněmi slonů, nazývanými gbeto, a později také členkami královy, respektive královniny ochranky. První zmínka o účasti dahomejských ženských jednotek ve válečném konfliktu je z roku 1727, kdy vojsko krále Agaji, mladšího bratra Hangbe, porazilo sousední království Savi.

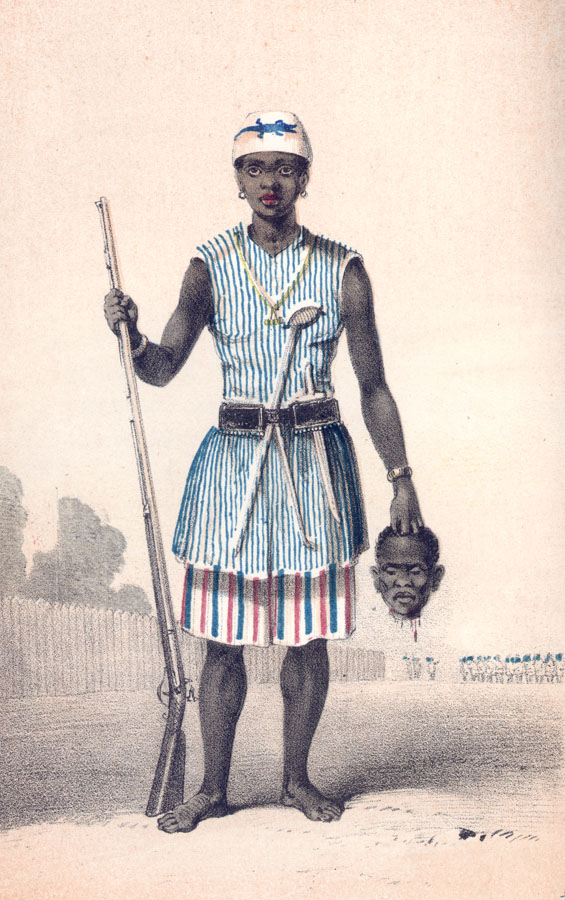
Portrét bojovnice Seh-Dong-Hong-Beh z Forbesovy knihy (1851)

Význam ženských bojovnic v Dahomejském království vzrostl za vlády krále Ghezy, který panoval v letech 1818 až 1858. Z žen, nebo spíše mladých dívek, které sloužily jako králova ochranka, Ghezo vytvořil skutečnou armádu, kterou využíval na podporu jím preferovaného obchodu s otroky. Ženská armáda, která čítala několik tisíc bojovnic, se za Ghezovy vlády zúčastnila řady válečných operací, především proti městu Abeokuta, jež v roce 1830 založili lidé z národnosti Egba, kteří uprchli ze svých původních domovů před obchodníky z otroky. Město se pak stalo důležitým střediskem obchodu s palmovým olejem. Velitelkou šestitisícové ženské armády, která v roce 1851 se zúčastnila bitvy o město Abeokutu, byla dahomejská bojovnice Seh-Dong-Hong-Beh (její jméno v překladu znamená „Bůh mluví pravdu“), jejíž portrét se dochoval v díle Fredericka E. Forbese. 

Britský námořní důstojník a člen britské Královské zeměpisné společnosti Frederick E. Forbes na pokyn guvernéra britských kolonií v západní Africe Williama Winnietta  navštívil  Dahomejské království v letech 1849 –1850 a opakovaně, leč nepříliš úspěšně, se pokoušel krále Ghezu přesvědčit, aby přestal obchodovat s otroky. Frederick Forbes své poznatky z Dahomejského království shrnul v knize Dahomay and the Dahomans, vydané v roce 1851, v níž mimo jiné podrobně  popsal dahomejské ženské vojenské oddíly. 

Hlavní západoafrické oblasti obchodu s otroky v 15. až 19. století

Podle některých zdrojů byli dahomejští vojáci, muži i ženy, rekrutováni jak z řad válečných zajatců a otroků,  bojovnice pak i mezi svobodnými ženami, přičemž některé z nich byly ještě dětmi ve věku 8–10 let. Podle jiných pramenů elitní oddíly ochránkyň krále tvořily tzv. ahosi, královy manželky, jichž měl panovník několik set. Tyto manželky-bojovnice však byly manželkami krále spíše jen formálně, obvykle zůstávaly pannami a neměly děti. Ženské vojenské oddíly měly částečně posvátný status v souladu s místním fonským náboženstvím vodun.
Zhruba od poloviny 19. století byly příslušnice dahomejské armády vybaveny uniformami. Podle druhů zbraní byly rozděleny do jednotlivých pluků a prodělávaly náročný výcvik. Mino měly řadu výsad, jejich zástupkyně byly mj. členkami Velké rady, rozhodující o politickém směřování země. V období od 40. do 70. let 19. století se postoje představitelek Mino ve Velké radě poněkud rozcházely s názory jejich mužských protějšků, neboť se přikláněly spíše k míru s Abeokutou, ke spolupráci s Brity a k omezení obchodu s otroky.  
Za panování krále Béhanzina se v poslední dekádě 19. století příslušníce armády Mino zúčastnily obou válek s Francouzi (první francouzsko-dahomejská válka proběhla v roce 1890 a druhá francouzsko-dahomejská válka, která znamenala konec nezávislosti Dahomejského království, následovala v letech  1892–1894), včetně bitev u Abomey, Cotonou, Atchoupy, Dogby, Poguessy, Adégonu, Akpy a nakonec i bitvy u Cany, jejíž výsledek definitivně zpečetil porážku Dahomejců.   
V roce 1894 čítala ženská dahomejská armáda kolem 4000 bojovnic. Po ustavení francouzského protektorátu nad Dahomejským královstvím byly ženské vojenské oddíly rozpuštěny. Podle tradovaných příběhů některé z bojovnic sloužily ještě jako ochranka posledního dahomejského krále Agoli-agba, přičemž navenek vystupovaly jako jeho manželky. Jiné se údajně skrytě vrátily do Abomey, aby zde zavraždily několik francouzských důstojníků z koloniální správy.  
Nawi, poslední z dahomejských válečnic, které bojovaly za vlády krále Béhanzina proti Francouzům v roce 1892, zemřela v beninském okrese Kinta v roce 1979 ve stáří nejméně 100 let.